# Dalton Gang Hideout and Museum
Pour les articles homonymes, voir Dalton.
Le Dalton Gang Hideout and Museum est une attraction touristique à Meade au Kansas. Le complexe comprend une maison, un musée au dernier étage d'une grange et des artéfacts. Les bâtiments appartenaient à l'origine à la sœur et au beau-frère des frères Dalton et le folklore local dit que les frères se sont réfugiés dans la maison de leur sœur pour échapper à la justice. La restauration du bien a été effectuée en 1941 par la Work Projects Administration et la National Youth Administration. Il a été inscrit au registre national des lieux historiques le 7 janvier 2015.

## Propriétaires originaux
Eva Dalton, sœur des frères Dalton, a épousé John N. Whipple le 25 octobre 1887 à Meade, au Kansas. Whipple était propriétaire d'un magasin général qui portait son nom. Il vendait des produits d'épicerie, des vêtements et une variété d'articles commerciaux généraux. Whipple a payé 400 $ pour la maison et la propriété, qu'il a perdu pour taxe impayée le 19 novembre 1892. Les nouveaux occupants de la maison étaient HG Marshall et sa famille. Ils ont découvert un petit tunnel caché qui menait d'une porte de placard sous la cage d'escalier de la maison, à travers le sous-sol et à la grange. La fille Marshall, Mme. Roy Talbott se souvient d'incidents où des étrangers entraient dans leur maison par le placard de la cage d'escalier, après avoir laissé leurs chevaux dans la grange. L'entrée du tunnel a été ensuite scellée.

## Légende
Les frères Dalton étaient un gang de voleurs du XIXe siècle qui ont volé des banques et des trains. L'historien Richard White a fait valoir que les Daltons étaient des « bandits sociaux »; c'est-à-dire que les hors-la-loi, grâce à des partisans qui les ont activement aidés à échapper à la capture, ont gardé le silence sur ce qu'ils savaient, ou ont aidé les criminels. De tels bandits sociaux, écrivait White, vivaient ouvertement dans des communautés qui les acceptaient comme amis et voisins.
La propriété désignée comme la cachette des frères hors-la-loi d'Eva découle d'une légende locale qui a surgi au XXe siècle, affirmant que les frères l'utilisaient comme lieu de refuge. Les frères étaient connus pour avoir été à Meade dans les années précédant leurs séries de crimes qui a débuté en 1890. Aucune document indiquent leur présence à Meade après cette date n’a encore été découverte,.
L'une des premières mentions de la légende est venue de la famille Wayne Settle, qui était propriétaire de la maison dans les années 1930, et qui n'avait apparemment aucune connaissance préalable du tunnel clos. Ils ont raconté la visite d'un étranger qui prétendait avoir fait partie du gang Dalton et qui a pu les diriger vers l'entrée du tunnel.Lorsque la propriété a été développée en une attraction touristique en 1940, deux personnes ont fourni des récits oraux qui ont ajouté à la tradition. L'éditeur du journal local Frank Fuhr a affirmé qu'il avait utilisé un télescope pour regarder les membres du gang entrer, mais ne jamais sortir, de la grange. Belle Mackey a accordé une interview au journal local en alléguant qu'elle et son mari avaient sans le savoir Emmett Dalton comme invité du ranch pendant deux jours en 1892, sans demander son nom ni aucun autre détail. Elle a affirmé que ce n'est qu'après avoir vu la photo de Dalton dans un journal plus d'un an plus tard, qu'elle a cru qu'il avait été leur visiteur.

## Restauration et nouvelle construction
La Works Progress Administration (WPA) était un programme gouvernemental de création d'emplois sous l'administration du président Franklin D. Roosevelt, qui comprenait la préservation historique, des programmes dans les arts et la construction ou l'amélioration d'infrastructures telles que des parcs. La National Youth Administration (NYA) est tombée sous l'égide de la WPA et était un programme de création d'emplois pour les jeunes hommes et femmes âgés de 16 à 25 ans. Kansas: a Guide to the Sunflower State, publié en 1939 par le Federal Writer's Project de la WPA, énumère la population de Meade à 1 552 habitants et décrit la ville comme «... [s'étalant] agréablement dans la prairie. Elle diffère de la plupart des villes de l'ouest du Kansas en ce qu'elle possède de nombreux arbres, arbustes et pelouses vertes, rendues possibles grâce à un approvisionnement abondant en eau artésienne. " 
Le Dalton Gang museum and park, composé de la propriété Whipple, a été ouvert au public en juillet 1940, après avoir été acheté par la Chambre de commerce de Meade. La WPA, la NYA et la Chambre de commerce de Meade ont travaillé ensemble en 1941 pour restaurer les structures existantes et ajouter de nouvelles constructions, avec le cottage victorien à ossature de bois de Whipple comme pièce maîtresse. La porte d'entrée à charnière d'origine, avec son petit porche et son perron avant, reste intacte mais n'est plus utilisée comme entrée. Les visiteurs doivent d'abord entrer dans la grange pour accéder à la maison de quatre pièces par le tunnel.
La grange de deux étages avec son tunnel secret a été reconstruite par la WPA en 1941, le deuxième étage abritant le musée qui avait été à l'origine exploité à partir de la maison Whipple par Ruth et Walter Dingess. Bien que la grange ait un toit en bardeaux de bois et une charpente en bois aux deux étages, et des barres de métal aux fenêtres du rez-de-chaussée, la fondation est en béton. Du gypse a été transporté du comté de Clark pour construire les murs du sous-sol. Le tunnel de 29,3 m ne mesure que 81 cm de largeur et 203 cm de hauteur et a été construit à la fois par la WPA et la NYA, également en 1941. Les objets supplémentaires contribuant à la liste NRHP qui ont été construits en 1941 sont le puits à souhaits, le poêle extérieur et le mur de pierre autour de la propriété.

## Développement ultérieur
Dad's Country Store a été érigé en 1951 et est considéré comme une propriété contributrice au bien. Une cloche commémorative avec une plaque honorant les contributions de Walter Dingle a été installée dans la cour en 1959. La maison du patrimoine a été donnée et déplacée dans le parc en 1969. La propriété a été inscrite au Registre national des lieux historiques le 7 janvier 2015.